# Zrinka Ćorić
Zrinka Ćorić (Dubrovnik, 30. svibnja 2002.) hrvatska je manekenka, pobjednica izbora Miss Universe Hrvatska 2024.

## Životopis
Zrinka je rođena i odrasla u Dubrovniku. Završila je Srednju medicinsku školu u Pula.
Zrinka je 13. ožujka 2020. predstavljala Dubrovnik na izboru za Miss Universe Hrvatska 2020. i natjecala se s još 17 kandidatkinja u Studijima HRT-a u Zagreb, gdje nije uspjela ući među prve 3.
Zrinka se 6. svibnja 2024. natjecala s 15 drugih kandidatkinja na izboru za Miss Universe Hrvatske 2024. u Emerald Hall of Esplanade Hotel u Zagreb i osvojila titulu odlazeće nositeljice titule Andree Erjavec.
Kao Miss Universe Hrvatska 2024. Zrinka će predstavljati Hrvatska na Miss Universe 2024.

## Vanjske poveznice
- Zrinka Ćorić na Instagram